# سوشی
سوشی (به ژاپنی: すし、鮨、鮓、寿斗、寿し、寿司) خوراکی برنجی در آشپزی ژاپنی است و آمیزه‌ای است از برنج پختهٔ ژاپنی با چاشنی سرکه، چندین گونه خوراک دریایی (بیشتر خام)، سبزیجات و تخم مرغ که به‌صورت سرد خورده می‌شود.
در آغاز، سوشی تنها روشی برای نگهداری ماهی بود که در آسیای شرقی رواج داشت امّا پس‌از راه‌یافتن به چین، وارد فرهنگ غذایی کشور ژاپن شد. سوشی گونه‌های فراوانی دارد امّا امروزه در نزد عموم مردم، نام سوشی اشاره‌کننده به تنها یکی از گونه‌های این خانوادهٔ غذایی، سوشی ادو است. در این گونه از سوشی بر روی یک قطعهٔ برنجی بیضی‌مانند، برش نازکی از ماهی گذاشته می‌شود. ماهی، توفو (فراوردهٔ سویا)، خوراک دریایی، تخم‌مرغ و دیگر خوراکی‌های بکار رفته در پُر کردن سوشی، همگی سرشار از پروتئین هستند. علاوه بر آن می‌توان ویتامین و مواد معدنی را نیز در خوراک‌های دریایی و سبزیجات سوشی پیدا کرد. سوشی بیشتر همراه با چاشنی سس سویا خورده می‌شود. بهترین روش برای ضدعفونی مواد غذایی پختن مواد است اما این روش در سوشی بکار برده نمی‌شود. برخی از گونه‌های ماهی ممکن است، انگل داشته باشند، اما فرایند یخ‌زدگی ماهی، این انگل‌ها را از میان می‌برد. به‌طور سنتی در گذشته برای ضدعفونی کردن این خوراک از واسابی (تُرُب کوهی ژاپنی) و ترشی گاری (ترشی زنجبیل) بهره‌مند می‌شدند. همچنین نوشیدن چای سبز نیز به علت ویژگی آن در پیشگیری از مسمومیت غذایی توصیه می‌شود. فرایند جهانی‌شدن سوشی از آمریکا آغاز شد و امروزه سوشی به‌عنوان یک غذای مفید و مناسب، در جهان آوازه پیدا کرده و در حال تبدیل‌شدن به غذایی جهانی است.

## واژه‌شناسی
کهن‌ترین واژه‌نامهٔ چینی که تاکنون یافت شده واژه‌نامهٔ اران است که نزدیک به سه سده پیش از میلاد تدوین شده است. در این واژه‌نامه سوشی به صورت «鮨» نوشته شده است و به معنای ماهی نمک سود شده است. شئوون جیزی دومین واژه‌نامهٔ کهن چینی در سدهٔ نخست پیش از میلاد، نوشتار سوشی را هم به صورت پیشین و هم به شکل «鮓» آورده و آن‌ها را با یکدیگر متفاوت دانسته است. در این واژه‌نامه در مورد معنای این کانجی آمده است که ماهی‌ای است که در نمک و برنج خوابانده شده باشد. البته آوایش این واژه‌ها در زبان چینی با زبان ژاپنی تفاوت دارد.
قدیمی‌ترین واژه‌نامهٔ چینی به ژاپنی لغت‌نامهٔ شینسن جیکئو است که در دوره هی‌آن در سدهٔ نهم میلادی تدوین شده است. در این لغت‌نامه تلفظ واژهٔ چینی «鮓» به زبان ژاپنی سوشی آمده است. همچنین در لغت‌نامهٔ دیگری نیز که در همین سده تدوین شده تلفظ ژاپنی کانجی «鮨» نیز سوشی نوشته شده است. نوشتن سوشی به شکل امروزی (به ژاپنی: 寿司 すし Sushi) از اواخر دورهٔ ادو مرسوم شده است.

## تعریف
در دانشنامهٔ بریتانیکا سوشی این‌چنین تعریف شده است: «یکی از گونه‌های غذاهای برنجی در آشپزی ژاپنی‌است که از ترکیب برنج پخته‌شده ژاپنی با طعم سرکه و گونه‌های خوراک‌های دریایی به‌طور عمده به‌صورت خام، سبزیجات، تخم مرغ تهیه شده و به‌صورت سرد سرو می‌شود.» هر چند این تعریف صحیح است اما تنها اشاره به یک گونه سوشی به نام سوشی ادو دارد. در اصل سوشی تخمیر گوشت و ماهی جهت نگهداری آن بوده است. بنابر نظر ژاپنی‌ها سوشی غذایی است که از ترکیب برنج پخته و به‌طور عمده گونه‌های خوراک‌های دریایی خام درست می‌شود و به‌طورکلی عنوان سوشی به دو گونه غذا تعلق می‌گیرد. در یک گونه ماهی خام نمک زده میان دو لایه برنج قرار گرفته و به صورت طبیعی تخمیر می‌شود و در گونه‌ای دیگر ماهی با برنج پخته حاوی سرکه ترکیب می‌شود. نقش سرکه در سوشی پردوام کردن بیشتر مواد غذایی است.

## تاریخچه

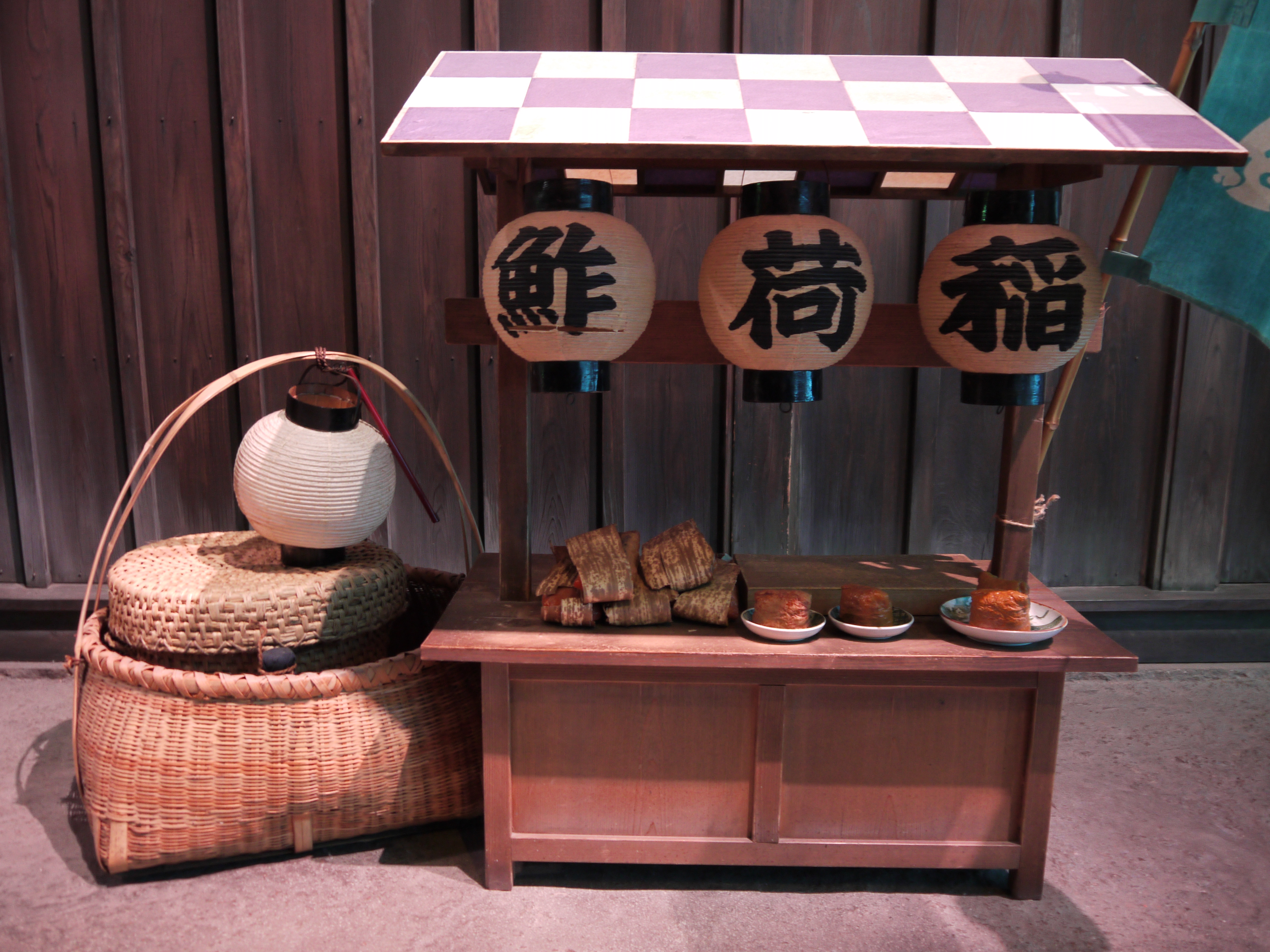
یاتای (دکهٔ سیار خیابانی)، مخصوص فروش ایناری‌زوشی بازمانده از اواخر دوره ادو

سوشی در آغاز به‌عنوان یک روش برای حفظ ماهی بوده که در آسیای شرقی رواج داشته است. در این روش نگهداری غذا، ماهی و گوشت، نخست شور و سپس به حالت تخمیر به مدت طولانی نگهداری می‌شده است. سوشی پس از راه یافتن به کشور چین به فرهنگ غذایی کشور ژاپن راه پیدا کرده است.
نخستین گونه سوشی در ژاپن در حدود ۱۳۰۰ سال سابقه دارد و به نام ناره‌زوشی معروف است. در ناره‌زوشی ماهی خام نمک زده می‌شد و در لایه‌ای از برنج پخته شده قرار می‌گرفت. سپس وزنه‌ای سنگینی بر روی آن قرار داده می‌شد و به مدت تقریبی سه سال در این حالت قرار داشت. به این طریق، به علت تخمیر اسید لاکتیک، نشاستهٔ برنج تجزیه شده و تبدیل به الکل و پس از آن به سرکه تبدیل می‌شود. در این گونه سوشی برنج ترش و بد طعم شده و هنگام خوردن سوشی به دور ریخته می‌شود و تنها ماهی آن به مصرف خوراکی می‌رسد. یک گونه ناره‌زوشی به نام فونازوشی از ۱۲۰۰ سال پیش تاکنون در ژاپن رواج دارد.
ناماناره یا ناماناری گونه دیگری از سوشی بود که در دوره موروماچی (۱۳۳۶ تا ۱۵۷۳ میلادی) به وجود آمد. اصل و روش تهیه مانند گونه قدیم‌تر سوشی، ناره‌زوشی است و در آن ماهی در داخل برنج خوابانده شده و تخمیر می‌شود. تفاوت ناره‌زوشی با ناماناره‌زوشی تنها در زمان خواباندن است که در گونه جدیدتر بسیار کوتاه‌تر شده است. در این روش به مدت چندین روز ماهی خام در برنج قرار می‌گیرد. در این گونه بخاطر کوتاه شدن زمان تهیه، برنج بکار رفته از میان نرفته و برنج نیز به همراه ماهی قابل خوردن است.
در دوره ادو (۱۶۰۳ تا ۱۸۶۸ میلادی) و در حدود ۱۶۶۰ میلادی، یک پزشک که در ادو (نام قدیم توکیو) زندگی می‌کرد کشف کرد که افزودن سرکهٔ برنج و شکر به برنج باعث تخمیر فوری برنج می‌شود. اختراع سومشی (برنج با طعم سرکه) در بهبود مزهٔ برنج سوشی و همین‌طور کوتاه‌تر شدن زمان تخمیر تأثیر بسیاری داشت. پس از آن یک گونه سوشی رواج پیدا کرد به نام هایازوشی معنی سوشی سریع یا سوشی‌ای که به سرعت تهیه می‌شود. در هایاسوشی ماهی نمک سود شده یا خوابانده شده در سرکه، بر روی برنجی که طعم سرکه دارد، قرار داده شده و به همراه هم به مدت یک شب یا چندین ساعت تحت فشار قرار می‌گیرند.
در قرن هیجدهم میلادی در ادو یا توکیوی قدیم، فروش و عرضهٔ سوشی به مردم در دکه‌های سیار فروش موادغذایی خیابانی یا یاتایها رواج بسیاری پیدا کرد.

### به‌وجود آمدن سوشی امروزی
در سال ۱۸۲۴ میلادی و در اواخر دوره ادو، در شهر ادو، یک آشپز به نام هانایا یوهی برای نخستین بار برش نازک ماهی خام و تازه را بر روی قطعه‌ای از برنج با طعم سرکه قرار داد و بدین نحو نیگیری‌زوشی توسط او ابداع شد. هانایا یوهی پدر سوشی مدرن به‌شمار می‌آید. از آنجائیکه ماهی تازه برای این گونه سوشی از خلیج توکیو که در قدیم خلیج ادو نامیده می‌شد، تأمین می‌شد، این گونه سوشی به نام ادومائه‌زوشی یا سوشی ادو نیز معروف است.

### جهانی شدن

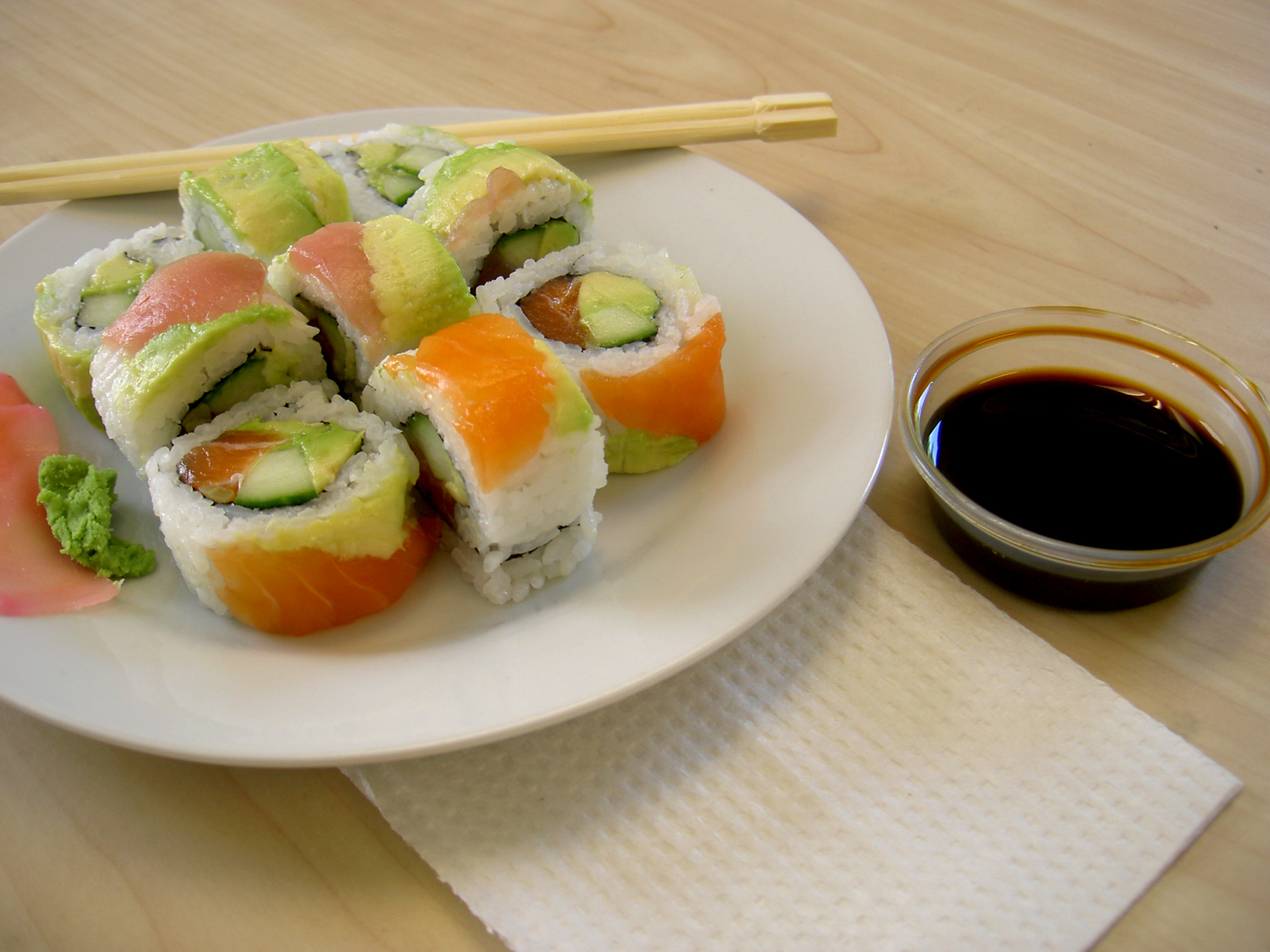
یک گونه سوشی پشت به رو تهیه شده از ماهی سالمون و آواکادو، از گونه‌های کالیفرنیا رول

نخستین بار نام سوشی در یک لغت‌نامهٔ ژاپنی به انگلیسی، در سال ۱۸۷۳ میلادی ذکر شده است. در این لغت‌نامه آمده است «سوشی یک گونه غذا با برنج و ماهی با چاشنی سرکه است.»
برای نخستین بار یک رستوران ژاپنی در سان‌فرانسیسکو در ایالات متحده در سال ۱۸۸۷ آغاز بکار کرد. میان سال‌های ۱۸۷۰ تا ۱۸۸۰ شمار مهاجران ژاپنی در ایالت کالیفرنیا بسیار افزایش پیدا کرد. نخستین رستوران مخصوص سوشی در محله ژاپنی‌های لس‌آنجلس، به نام لیتل توکیو در سال ۱۹۰۶ افتتاح شد. با این حال، پیش از جنگ جهانی تنها ژاپنی‌ها مشتریان این رستوران بودند و تنها گونه‌های سادهٔ سوشی در این رستوران ارائه می‌شد. با آغاز جنگ جهانی دوم ژاپنی‌های مقیم آمریکا به اردوگاه‌های اجباری فرستاده شدند و محلهٔ لیتل توکیو رونق خود را از دست داد. پس از پایان جنگ روابط آمریکا و ژاپن بهبود یافت و از اواخر دههٔ ۵۰ رستوران‌های ژاپنی یکی پس از دیگری افتتاح شدند. در این رستوران‌ها معمولاً سوکی یاکی، تمپورا و شابو شابو غذاهایی بودند که به مشتریان عرضه می‌شد و هنوز سوشی در منوی غذایی جایی نداشت.
در سال ۱۹۶۲ میلادی نخستین سوشی بار در آمریکا به نام کاوا فوکو در شهر لس‌آنجلس و در محله ژاپنی‌های لس‌آنجلس یا لیتل توکیو افتتاح شد. کالیفرنیارول را می‌توان نخستین گونه سوشی به سبک غربی به‌شمار آورد. این گونه سوشی برای نخستین بار در سال ۱۹۶۳ میلادی در لیتل توکیو و در روز افتتاح سالن اجتماعات توکیو به مهمانان عرضه شد. کالیفرنیارول در سال ۱۹۶۵ جزو منوی رستوران‌های سوشی در آمریکا درآمد اما صنعت سوشی تا دههٔ ۱۹۷۰ در جامعهٔ آمریکائیان که عادت به خوردن ماهی خام نداشتند، چندان رونقی نداشت. پس از انتشار آمار مربوط به طول عمر مردمان کشورهای جهان از آنجائیکه ژاپنی‌ها دارای بالاترین طول عمر در جهان هستند و چاقی به ندرت در میان آنان دیده می‌شود کم‌کم میان مردم آمریکا این عقیده که غذاهای ژاپنی برای بدن مفید هستند یا سوشی یک غذای مفید است، شایع شد. با آغاز دههٔ ۷۰ میلادی محبوبیت سوشی در آمریکا رو به افزایش نهاد و در پایان این دهه به صورت انفجاری تب خوردن این غذا در میان آمریکائیان رواج پیدا کرد. اکنون در آمریکا سوشی در بیشتر سوپرمارکت‌ها به صورت بسته‌ای عرضه می‌شود و به‌عنوان یکی از غذاهای معمول در رژیم غذایی آمریکایی درآمده است.
آغاز جهانی شدن سوشی از آمریکا آغاز شد و امروزه سوشی به‌عنوان یک غذای مفید و مناسب رژیم در جهان شهرت پیدا کرده و در حال تبدیل شدن به یک غذای جهانی است. در ایران نیز نشریات از بالا رفتن تب خوردن سوشی در میان جوانان و نوجوانان ایرانی گزارش می‌دهند.

## گونه‌ها
سوشی دارای گونه‌های گوناگونی است، اما امروزه در نزد عموم مردم سوشی اشاره دارد به یکی از گونه‌های سوشی به نام سوشی ادو. در این گونهٔ سوشی، بر روی یک قطعه برنجی که به شکل بیضوی شکل داده شده، یک برش نازک ماهی قرار می‌گیرد.

### ناره‌زوشی
ناره‌زوشی گونه‌ای سوشی است که در آن از سرکه استفاده نمی‌شود بلکه به‌وسیلهٔ تخمیر، سوشی طعم ترش پیدا می‌کند. این گونه سوشی منشأ سوشی دانسته می‌شود و یکی از قدیمی‌ترین روش‌های آشپزی به‌شمار می‌رود. ناره‌زوشی یکی از روش‌های حفظ و نگهداری ماهی به‌شمار می‌آید. در ناره‌زوشی بیشتر ماهی‌های رودخانه‌ای استفاده می‌شود. در این روش نخست به ماهی نمک زده شده در در لابلای برنج قرار گرفته و سپس سنگ یا وزنهٔ سنگینی بر سر آن قرار می‌گیرد. از ویژگی‌های مهم ناره‌زوشی اینست که برنج به همراه ماهی خورده نشده و به دور انداخته می‌شود. معروفترین گونه باقی‌مانده از این گونه سوشی، فونازوشی است. این سوشی از یک گونه ماهی کپور که از دریاچه بیوا در شمال کیوتو صید می‌شود، تهیه می‌شود. زمان لازم برای آماده شدن این گونه سوشی ۶ ماه است. نسبت به سوشی‌های گونه جدید طعم این گونه سوشی محبوبیت چندانی ندارد.

### نیگیری‌زوشی یا سوشی ادو

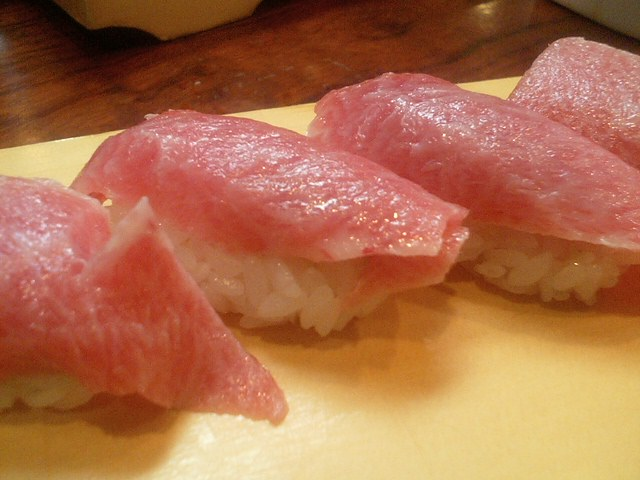
یک گونه نیگیری‌زوشی که به‌عنوان نتا از ماهی تن یا ماگورو استفاده شده است.

در لغت‌نامه‌های انگلیسی به نیگیری‌زوشی Hand form sushi گفته می‌شود و به‌عنوان توضیح ماهی بر روی برنج با طعم سرکه آمده است. نیگیری‌زوشی (سوشی دست‌ساز) یک گونه تک قطعه سوشی است که از ترکیب و چسباندن برنج، واسابی و نتا توسط آشپز سوشی درست می‌شود. اندازهٔ آن معمولاً به حد یک لقمه و به طول یک بند انگشت در نظر گرفته می‌شود. برنج بکار رفته میان ۱۸ تا ۲۵ گرم وزن دارد. لایه بالایی و بر روی برنج نتا یا مواد غذایی مکمل قرار می‌گیرد همچنین مابین برنج و نتا نیز معمولاً کمی خمیر واسابی یا ترب کوهی ژاپنی قرار داده می‌شود.

### ماکی‌زوشی

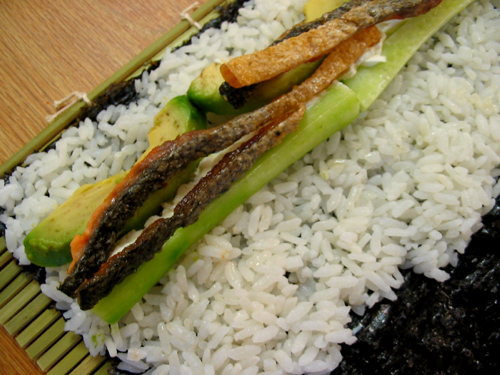
برنج و مواد ماکی‌زوشی بر روی حصیر سوشی پیش از پیچانده شدن

ماکی‌زوشی (رول سوشی) گونه‌ای سوشی است که مواد در داخل برنج به حالت رول در می‌آیند و دور این رول با موادی مانند جلبک نُوری یا تخم‌مرغ املت شده، پیچانده می‌شود.
در برخی از منابع ماکی‌زوشی نام دیگر نوری‌ماکی دانسته شده است. و تعریف آن بدین صورت است که ماکی‌زوشی گونه‌ای سوشی است که بر روی جلبک نُوری نخست برنج مخصوص سوشی قرار می‌گیرد و سپس بر روی آن مواد سوشی مانند ماهی، خوراک‌های دریایی، سبزیجات (مانند خیار) قرار گرفته و با به‌کارگیری حصیری به نام ماکی‌سو مواد به شکل رول در می‌آیند. برحسب مقدار برنجی که در داخل رول قرار داده می‌شود. ماکی‌زوشی به سه گونه هوسوماکی (رول نازک)، چوماکی (رول با قطر متوسط) و فوتوماکی (رول ضخیم) تقسیم می‌شود. این رول هنگام خوردن بریده شده و به قطعات کوچک تقسیم می‌شود.

### گونه‌های ماکی‌زوشی
| تصویر | نام                        | توضیح |
|       | گونکان‌ماکی (رول کشتی جنگی) | به معنی «رول کشتی جنگی» است. گونه‌ای است که جلبک نٌوری به دور یک قطعه برنج پیچیده می‌شود. نقش نوری ایجاد دیواره‌ای بر سر سوشی است. شکل آن به گونه‌ای است که مانع از افتادن مواد لغزنده مانند تخم ماهی‌ها از روی سوشی می‌شود. |
|       | هوسوماکی (رول نازک)        | قطر رول کم و تقریباً ۳ سانتیمتر است و تنها یک ماده ترکیبی در داخل برنج آن جای می‌گیرد. |
|       | چوماکی (رول متوسط)         | قطر رول در حد متوسط است. بیش از یک ماده غذایی داخل برنج جا دارد. |
|       | فوتوماکی (رول بزرگ)        | قطر رول بزرگ است. در داخل رول ممکن است گل یا شکل‌های مخصوص طراحی شود. |
|       | تِه‌ماکی (سوشی قیفی)         | شکل سوشی شبیه قیف بستنی است و با دست پیچانده می‌شود. |
|       | اوراماکی (پشت‌به‌رو)         | سبکی است که در خارج از ژاپن بوجود آمده است. در این سبک سطح بیرونی رول، برنج است. |
|       | اِهُو ماکی                   | در روز جشن بهاری یا ستسوبون تهیه می‌شود. |

#### گونه‌های هوسوماکی
- آناکیوماکی: داخل رول ماهی آناگو (مارماهی) و خیار و واسابی قرار دارد.[۲۶]
- تکّاماکی: داخل رول ماگوروی قرمز (ماهی تن بخش قرمز رنگ) قرار دارد.[۳]
- نگی‌تورو ماکی: داخل رول توروی ماگورو (بخش چرب ماهی تن) و تره‌فرنگی قرار دارد.[۲۷]
- توروتاکوماکی: داخل رول هشت‌پا یا به ژاپنی تاکو قرار دارد.
- کانپیوماکی: داخل رول کانپیو قرار دارد که به آن با سس سویا و شکر مزه داده شده است.[۲۸]
- اومه جیسو ماکی: داخل آن اومه‌بوشی و تاکوآن یا (شور دایکون یا شور ترب بزرگ ژاپنی) قرار دارد.
- تاکوآن‌ماکی: داخل آن تاکوآن (شور دایکون یا شور ترب ژاپنی) خورد شده و کنجد و شیسو (یک گونه نعناع) قرار دارد.[۲۹]
- ناتوماکی: داخل رول ناتو) قرار دارد.
- هیموکیوماکی: داخل آن |آکاگای (صدف قرمز) و خیار قرار دارد. ترکیب رنگ قرمز با سبز و رنگ سفید برنج و همچنین رنگ سیاه نوری زیباست.[۳۰]
- شینامایوماکی: داخل آن سس مایونز و کندمای سرو ماهی تن قرار دارد.
- کاپاماکی: داخل رول خیار قرار دارد.[۳۱]

### ایناری‌زوشی

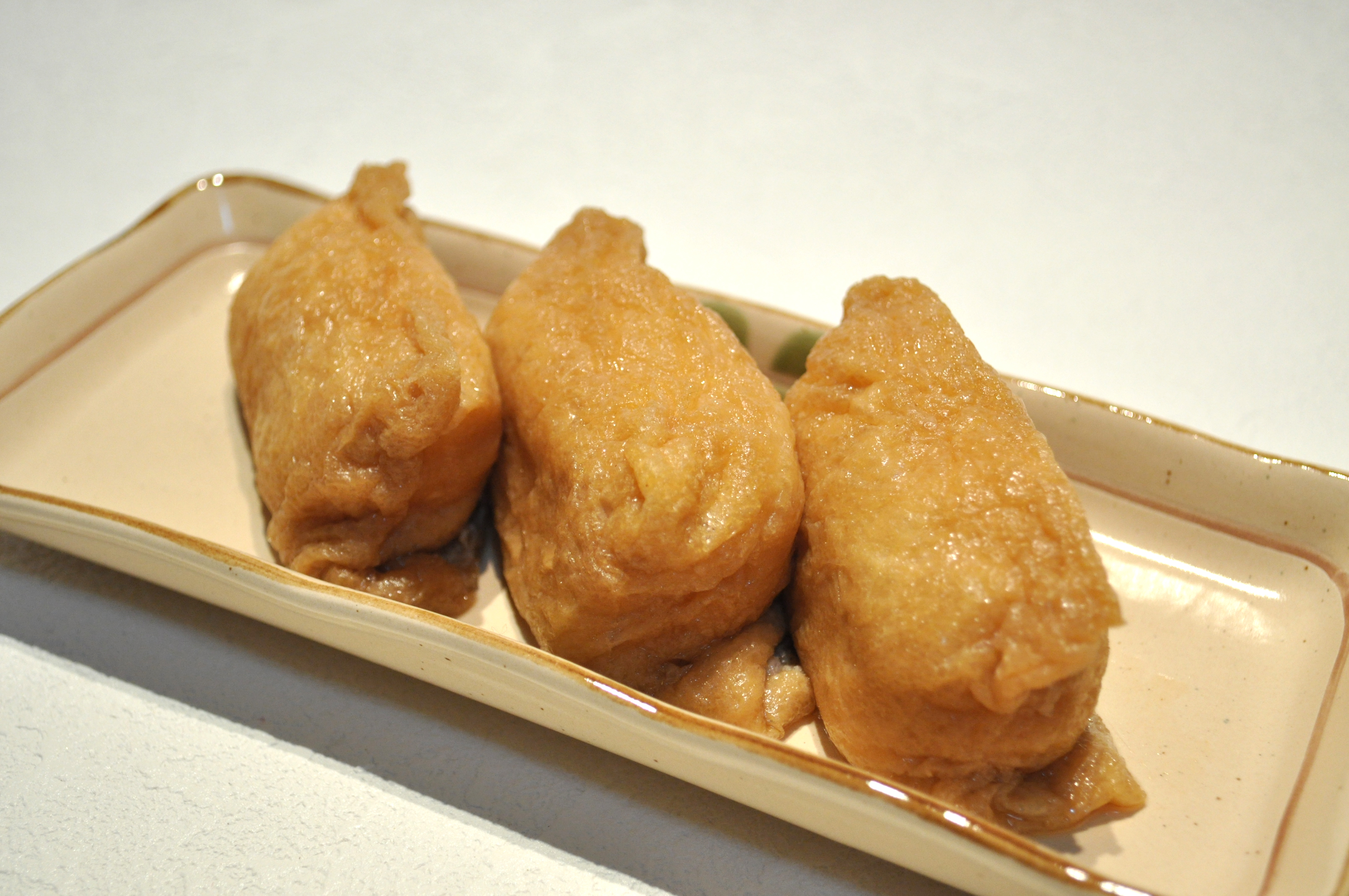
ایناری‌زوشی، داخل آبوراآگهای (فراورده سویا به رنگ قهوه‌ای روشن)، با برنج پر شده است.

ایناری‌زوشی گونه‌ای غذاست که لایهٔ بیرونی آن را آبوراآگهای (فراورده‌ای از سویا) که در ضمن پختن شدن طعم ترش‌وشیرین به آن داده می‌شود، تشکیل می‌دهد. این فراورده دو لایه دارد و می‌توان آن را به شکل یک پاکت یا کیسه استفاده کرد. پس از بازکردن دو لایه آبوراآگه با برنج سوشی پر می‌شود. نام آن از ایناری خدای آیین شینتو و خدای باروری، برنج، صنعت و کامیابی دنیوی گرفته شده است.
این گونه سوشی در اوایل قرن نوزدهم در شهر تویوکاوا در استان آیچی به وجود آمده است. امروزه شهر تویوکاوا از مراکز اصلی تولید گونه‌های گوناگون ایناری‌زوشی در ژاپن است. ایناری‌زوشی معمولاً در رستوران‌های سطح بالای سوشی به مشتریان عرضه نمی‌شود.

### چیراشی‌زوشی

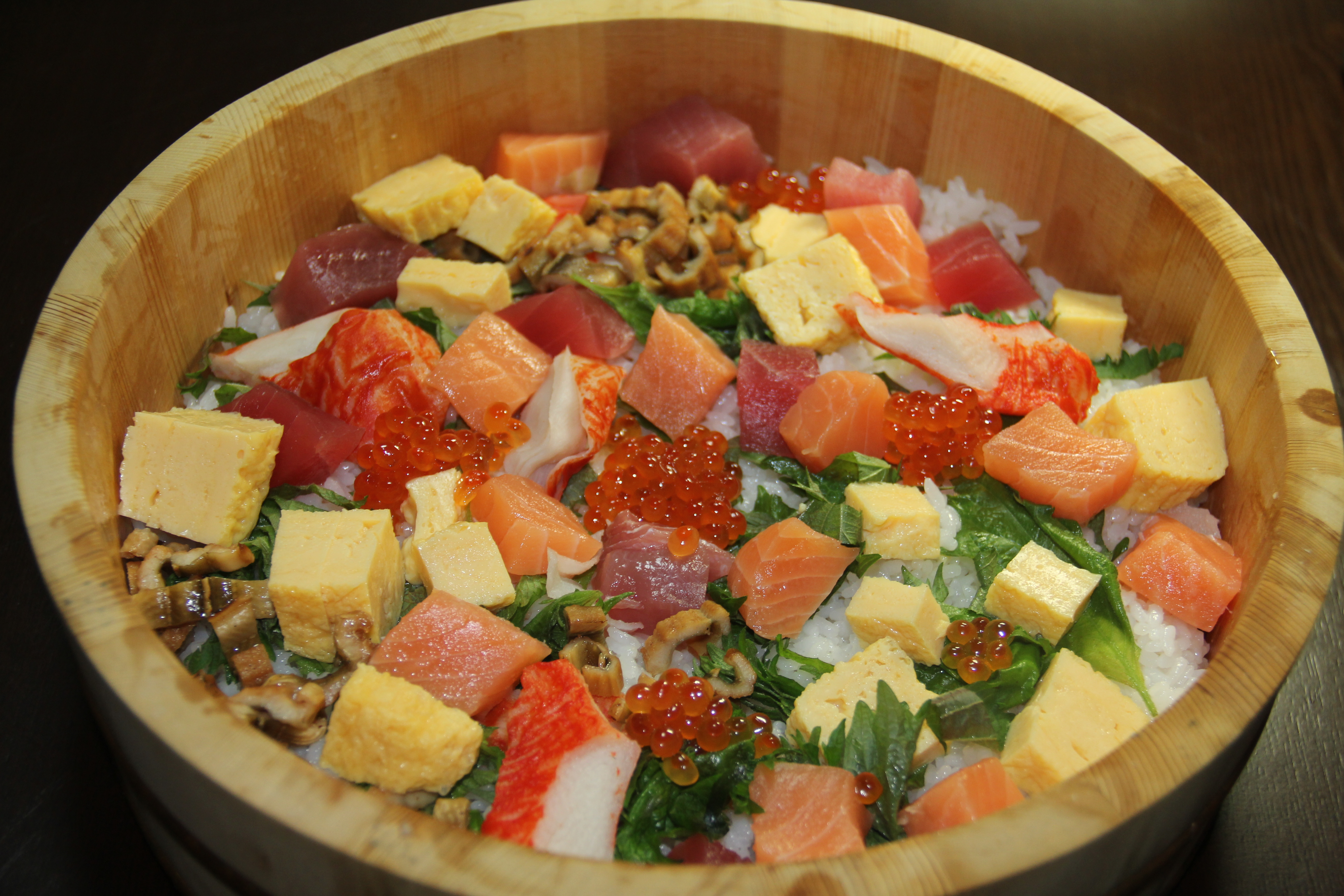
چیراشی‌زوشی، از گونه کانتو یا سوشی پراکندهٔ خام

چیراشی‌زوشی (سوشی پراکنده) یا با نام دیگر بارازوشی یک گونه سوشی است که بیشتر در منازل تهیه می‌شود. هیچ فرمول تعیین شده برای مواد سوشی پراکنده وجود ندارد. سوشی پراکنده اغلب بر حسب منطقه‌ای متفاوت است. به‌طورکلی این گونه سوشی به دو گروه تقسیم می‌شود.
- سبک سوشی پراکندهٔ کانتو (شرق ژاپن) یا ناما چیرازوشی (سوشی پراکندهٔ خام): موادِ سوشی که بیشتر خام هستند مانند ساشی‌می، هنرمندانه در بالای برنج سوشی را در یک ظرف مخصوص چیده می‌شود.
- سبک سوشی پراکندهٔ کانسای (غرب ژاپن): مواد تشکیل دهنده پخته یا نپخته در داخل برنج در یک ظرف مخلوط می‌شوند.[۳۴]

### اوشی‌زوشی

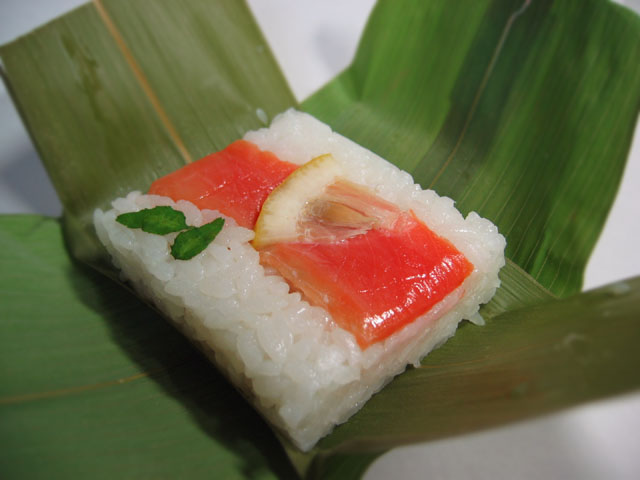
اوشی‌زوشی

اوشی‌زوشی (سوشی فشاری) همچنین به‌عنوان هاکوزوشی (سوشی جعبه‌ای) نیز شناخته می‌شود.
این گونه سوشی با به‌کارگیری قالب‌های چوبی مخصوص به نام جعبهٔ پرس سوشی تهیه می‌شود. بدین صورت که مواد لازم در لابلای برنج سوشی گذاشته شده و نصف روز در داخل جعبهٔ قالب تحت فشار قرار می‌گیرند تا بهم فشرده شده و شکلی بهم پیوسته پیدا کنند.
این گونه سوشی در اوزاکا بسیار محبوب است و سوشی سبک اوساکا نیز به این سوشی اشاره دارد. از گونه‌های معروف اوشی‌زوشی، باتّرا است که با ماهی خال‌مخالی تهیه می‌شود.

### سوشی گیاهی
گونه‌ای سوشی است که به‌جای ماهی تنها از مواد گیاهی برای تهیهٔ آن استفاده می‌شود. این سوشی برای گیاه‌خواران گونه ایده‌آلی از سوشی است و باورمندان آیین بودایی در ژاپن از علاقه‌مندان آن هستند. نخستین رستوران ویژه سوشی گیاهی در ژاپن در ژانویه ۲۰۱۱ میلادی در محلهٔ روپونگی افتتاح شد. این گونه سوشی بیشتر به منظور ترویج محصولات کشاورزی و ایجاد امکان به‌کارگیری مواد گیاهی برای شهروندانی که در بیرون از منزل غذا صرف می‌کنند، به وجود آمده است. در آماده‌سازی این سوشی اغلب از برنج، سومشی، ادویه، زنجبیل، و سبزیجات استفاده می‌شود.

### گونه‌های غیر ژاپنی

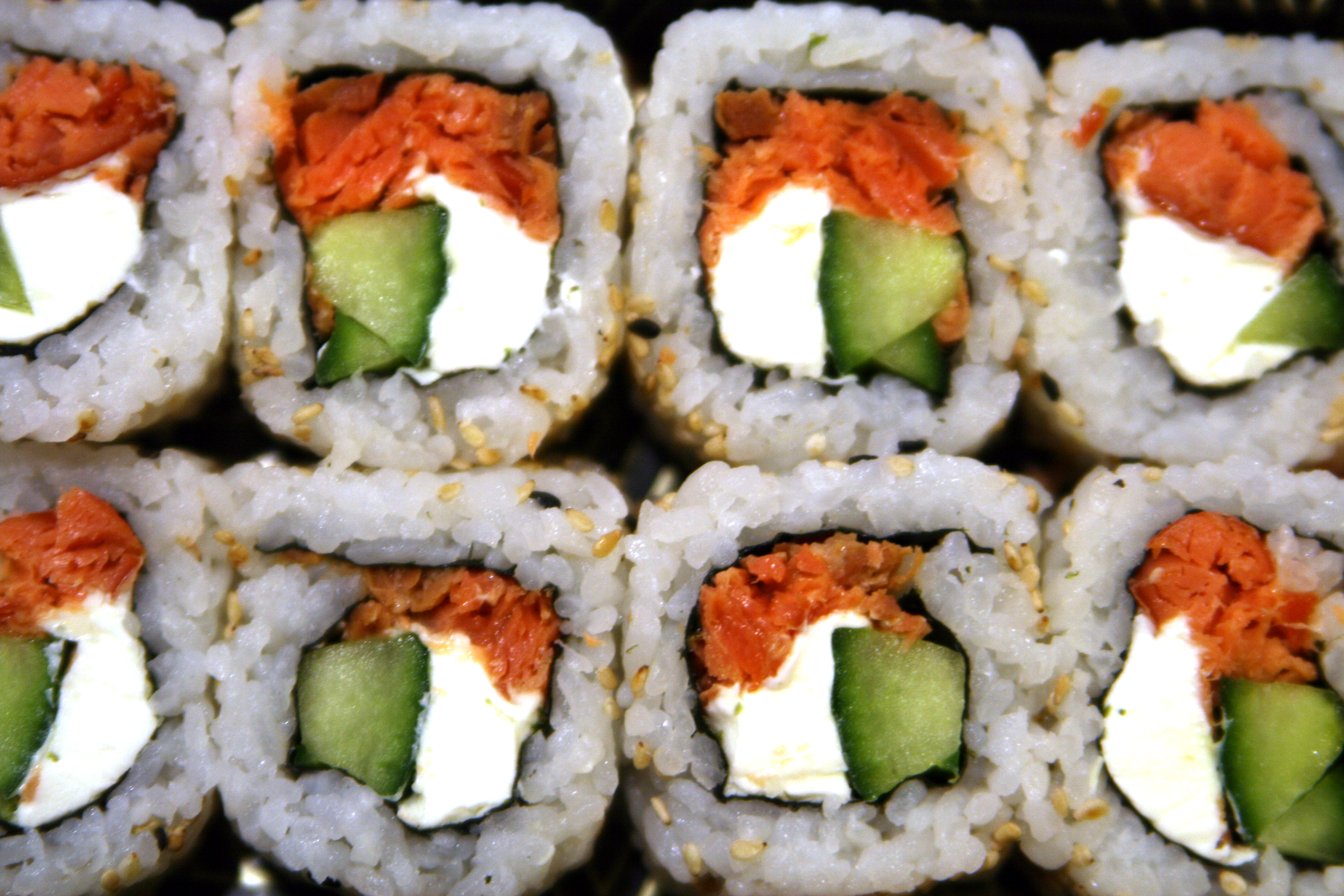
سیاتل رول، یکی از گونه‌های غربی سوشی

کالیفرنیارول نخستین گونه سوشی است که در خارج از ژاپن ابداع شده است. کالیفرنیارول در اوایل دههٔ ۶۰ میلادی در محلهٔ ژاپنی‌های لوس آنجلس توسط یک آشپز ژاپنی تهیه شده است. در آن زمان خوردن ماهی خام در میان آمریکائیان مرسوم نبود و جلبک نوری نیز بخاطر رنگ سیاه و مزه‌اش مورد علاقهٔ مردم آمریکا نبود. به همین علت در کالیفرنیارول از آواکادو به‌جای ماهی تن استفاده شد. همچنین بخاطر محبوب بودن سس مایونز در میان مردم گوشت خرچنگ به همراه این سس برای داخل رول انتخاب شد. شکل پیچیدن این رول پشت به رو یا به اصطلاح ژاپنی‌ها اوراماکی است یعنی برعکس شکل سنتی ماکی‌زوشی برنج لایهٔ بیرونی است و جلبک نوری در داخل رول قرار می‌گیرد. ایدهٔ داخل نهادن جلبک نُوری به این علت به وجود آمد که آمریکائیان بخاطر عدم آشنایی با مزهٔ نوری، این لایه را از رول جدا کرده و مواد باقی‌مانده را می‌خوردند.
افزایش محبوبیت سوشی در سراسر جهان تغییرات بسیاری را در نحوهٔ تهیه سوشی دربرداشت، اما این تغییرات به ندرت در سوشی ژاپن تأثیر گذاشته است. خلق و ابداع گونه‌های سوشی غربی نخست با ابداع کالیفرنیارول آغاز شد. پس از آن بود که دامنه گسترده‌ای از رول‌های محبوب در خارج از ژاپن به وجود آمده و تکامل یافتند.
برخی از کشورهایی که گونه‌ای سوشی در آن ابداع شده است، عبارتند از:
- ایالات متحده آمریکا: سانفراسیسکو رول، نیویورک رول، لاس وگاس رول، فیلادلفیا رول، تگزاس رول، هاوائین رول، آلاسکارول، کانادین رول، رینبو رول، دراگون رول، تریاکی رول، تمپورا رول، اسپایدر رول، اسپایسی تونا رول، اسکورپیون رول، اسنک رول، کاترپیلار رول، کابوی رول، والکانو رول و سیاتل رول گونه‌هایی از سوشی هستند که در آمریکا ابداع شده‌اند.[۴۱]
- مکزیک: به علت علاقهٔ مردم به طعم‌های تند غذایی، گونه‌ای سوشی بسیار تند به نام تانبیکو رول که با فلفل قرمز تهیه می‌شود، رواج دارد.[۴۲]
- برزیل: یکی از گونه‌های ته‌ماکی (سوشی قیفی شکل) به نام ته‌ما کریاس در بسیاری از رستوران‌ها عرضه می‌شود. به‌تازگی گونه‌ای سوشی به نام مانکی رول در این کشور رواج پیدا کرده که مواد داخل رول را گونه‌های میوه مانند موز، مانگو، توت فرنگی با سس شکلات تشکیل می‌دهند. این گونه سوشی بیشتر به‌عنوان دسر در نظر گرفته می‌شود.[۴۲]
- رومانی و  بلغارستان: یک گونه رول سوشی که داخل آن توت‌فرنگی نیمه‌شده قرار گرفته، رواج دارد.
- آلمان: در داخل رول سوشی سیب به‌کار می‌رود.[۴۳]
- پرتغال: گونه‌ای چوماکی رول (رول با سایز متوسط) به نام هات فیلادلفیا رول رواج دارد. برای داخل این گونه رول از مارچوبه، مانگو، سالمون، توبیکو (تخم ماهی پرنده) و پنیر خامه‌ای استفاده می‌شود. رول پس از پیچیده شدن در پودر نان قرار گرفته و سرخ می‌شود. این گونه رول در دیگر کشورهای اسپانیای زبان نیز رواج دارد.[۴۳]
- کانادا: گونه‌ای رول به نام بیوتیفول رول رواج دارد که داخل رول با صدف هوتاته، سس مایونز و ادویه پر شده است.[۴۴]
- استرالیا: محبوب‌ترین رول سوشی تری‌یاکی رول است که در آن تری‌یاکی مرغ (کباب مرغ با سس مخصوص سویا) در داخل رول قرار می‌گیرد.[۴۵]
- فرانسه: در رستوران‌های زنجیره‌ای سوشی شاپ به‌جای جلبک نوُری از کاغذ برنج استفاده می‌شود و سوی رول نام دارد. سوی رول از نظر طراحی و سلیقه بسیار زیباست.[۴۶]
- هلند: یک گونه سوشی به نام گولدن کالیفرنیا رول رواج دارد.[۴۷]
- روسیه: گونه‌ای سوشی رول مخصوص به نام روشین کراب رول دارد. در داخل این رول خرچنگ و پنیر خامه‌ای بکار رفته و سطح خارجی آن با کنجد و توبیکو پوشانده می‌شود.[۴۸]
- بریتانیا: در رستوران‌های زنجیره‌ای یو! سوشی گونه‌ای رول که در داخل آن از تمپورا (میگوی سرخ شده به سبک ژاپنی) و آواکادو بکار رفته و سطح خارجی آن طعم واسابی و توبیکو دارد، محبوبیت دارد.[۴۸]
- سنگاپور: به‌تازگی یک گونه سوشی مخصوص به نام اُرگانیک سوشی رواج پیدا کرده است. در اُرگانیک سوشی، برنج سوشی یا شاری با سبزیجات مختلف پخته می‌شود، به‌طور مثال برنج به همراه هویج پخته می‌شود و بدین وسیله به رنگ نارنجی در می‌آید. به غیر از نارنجی، برنج به رنگ‌های سیاه، بنفش، سبز، قرمز و رنگ‌های گوناگون دیگری هم دیده می‌شود. در سنگاپور وجود این رنگ‌ها به معنای وجود ویتامین در برنج و بالا بودن خاصیت آن تلقی می‌شود. در این کشور برای مواد سوشی بیشتر از سبزیجات استفاده می‌شود.[۴۸]

## مواد

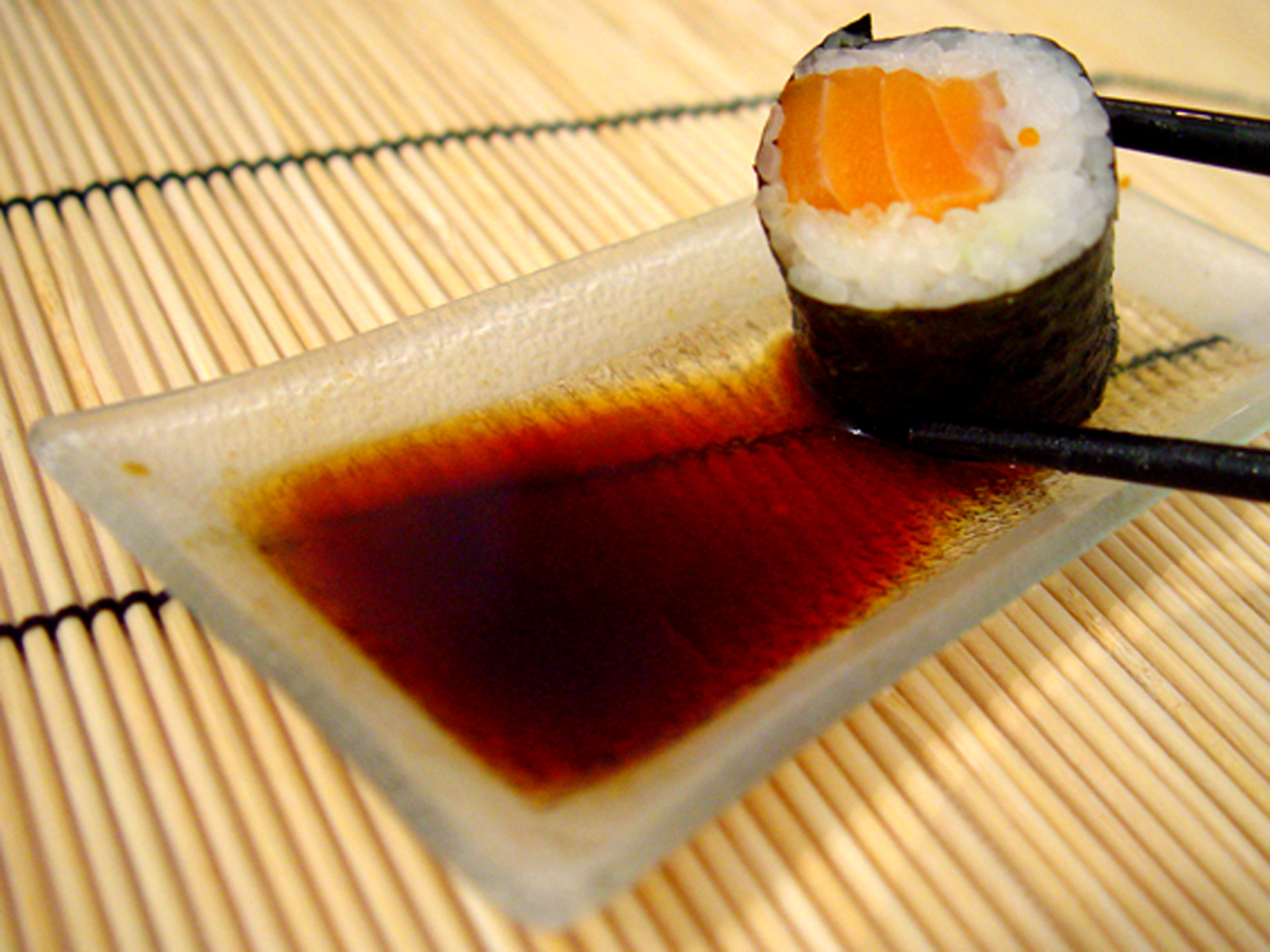
رول ساکه همراه با سس سویا

مواد تشکیل دهندهٔ سوشی را به‌طور کلی می‌توان به ۴ گروه تقسیم کرد:
- سومشی یا برنج ژاپنی پخته شده با طعم سرکه
- نتا یا مواد غذایی اصلی مانند ماهی، تخم ماهی، صدف و غیره
- یاکومی یا مواد مزه‌دهنده‌ای که عموماً ویژگی باکتری‌کشی دارند، مانند واسابی، زنجبیل، تره‌فرنگی
- چاشنی‌ها مانند سس سویا و پونزو[۴۹]

برنج: سومِشی یا سوشی‌مشی مادهٔ اصلی سوشی است. به این برنج در رستوران‌های مخصوص سوشی شاری گفته می‌شود. در سومشی برنج پختهٔ ژاپنی با سرکه، شکر و نمک مزه داده می‌شود. بهترین سرکه برای سوشی سرکهٔ برنج است. بکار بردن سرکه به غیر از اینکه در حفظ و نگهداری بیشتر برنج پخته نیز مؤثر است به همراه شکر از سفت شدن برنج در هنگام سرد شدن جلوگیری می‌کند. ممکن است در هنگام پخت برنج، قطعه‌ای جلبک کونبو و کمی ساکه (عرق برنج) مخصوص آشپزی در آب برنج استفاده شود. پس از پخت برنج محلول سرکه و شکر و نمک حل شده به آن افزوده می‌شود. هنگام بهم زدن برنج پس از ریختن این مخلوط، لازم است به سرعت برنج را با بادبزن دستی خنک کرد. کم کردن آب اضافی برنج مانع از چسبناکی بیش از حد برنج می‌شود. در تهیهٔ سوشی معمولاً از یک ظرف چوبی به نام هانگیری استفاده می‌شود. چوب در جذب آب اضافی برنج مؤثر است.
نتا: به عنصر غذایی‌ای گفته می‌شود که بر روی برنج سوشی یا در داخل آن قرار می‌گیرد. گوشت ماهی محبوب‌ترین عنصر غذایی برای گونه‌های گوناگون سوشی است. بنابر اطلاعات داده شده توسط دست‌اندرکاران صنعت سوشی، محبوبیت گونه‌های سوشی‌های تهیه شده از آزادماهی یا ماهی سالمون نسبت به ماهی پرطرفدار رقیب یعنی ماهی تن یا ماگورو رو به افزایش است. سوشی ماهی آزاد در سال ۲۰۱۰ میلادی برای نخستین بار توانست در صدر محبوب‌ترین گونه سوشی در ژاپن قرار بگیرد.
واسابی: یا ترب کوهی ژاپنی از موادی است که همواره به‌عنوان چاشنی ماهی خام و نیگیری‌زوشی استفاده می‌شود. واسابی سبزرنگ، اشتهاآور و با طعمی بسیار تند است. واسابی خاصیت ضد باکتریایی دارد و از نظر جلوگیری از فساد ماهی خام مؤثر است. به‌طور سنتی برای رنده کردن آن از یک رندهٔ ویژه استفاده می‌شود. این رنده از پوست کوسه ساخته می‌شود و قادر به شکستن سلول‌های گیاهی واسابی است. شکستن این سلول‌ها باعث آزاد شدن و انتشار یک مادهٔ ضد باکتریایی از داخل این سلول‌ها می‌شود. در زمانی که هنوز یخچال در دسترس نبود، واسابی برای پیشگیری از مسمومیت نقش مهمی را ایفا می‌کرد.

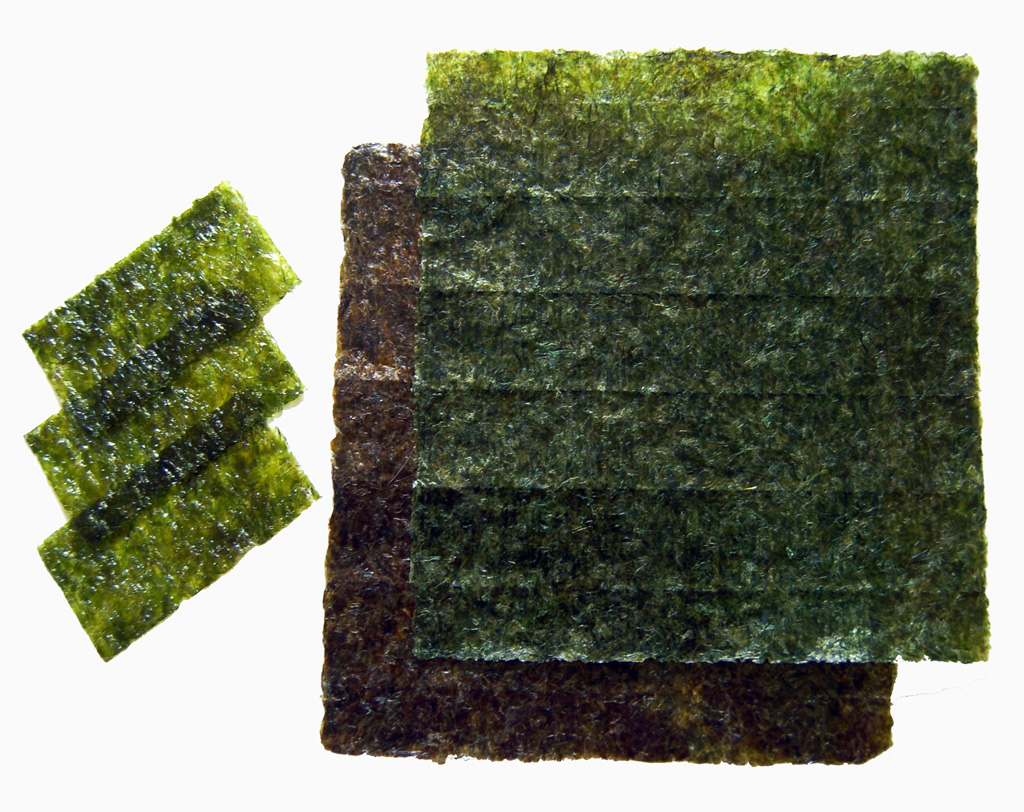
نُوری

نُوری: در دریاهای اطراف ژاپن در حدود ۱۲۰۰ گونه جلبک دریایی خوراکی یافت می‌شود. نُوری را می‌توان معروفترین جلبک خوراکی در ژاپن نامید. امروزه نُوری بخاطر کالری کم و غنی بودن از نظر مواد معدنی و ویتامین به‌عنوان موادغذایی مناسب رژیم غذایی، محبوبیت روزافزونی میان مردم پیدا کرده است. نُوری بیشتر خشک است و شکل ظاهری آن به کاغذ شباهت دارد. در گذشته، در اروپا و ایالات متحده به‌عنوان کاغذ سیاه نامیده می‌شد. اما امروزه بخاطر مواد مغذی موجود در جلبک دریایی و رونق مواد غذایی ژاپنی در بسیاری از کشورها نیز خورده می‌شود. در میان این کشورها می‌توان به دو کشور بریتانیا و آمریکا اشاره کرد:
در حوالی ولز در بریتانیا جلبک دریایی از ساحل بومی این منطقه به‌دست آمده و پس از پخته شدن در سوپ، یا همراه با غذاهای گوشتی مصرف می‌شود. سال‌های اخیر شکل کندمای سرو شدهٔ آن نیز به بازار آمده است.
در ایالات متحده نیز که تا همین حدود ۳۰ سال پیش گفته می‌شد «ژاپنی‌ها کاغذ سیاه می‌خوردند.» به تازگی، ارزش غذایی نُوری را مورد تأیید قرار داده و آن را به غیر از گونه‌های رول نوری، در دستور غذاهایی مانند پاستا و غذاهای گوشتی وارد کرده‌اند.

## نحوه ارائه

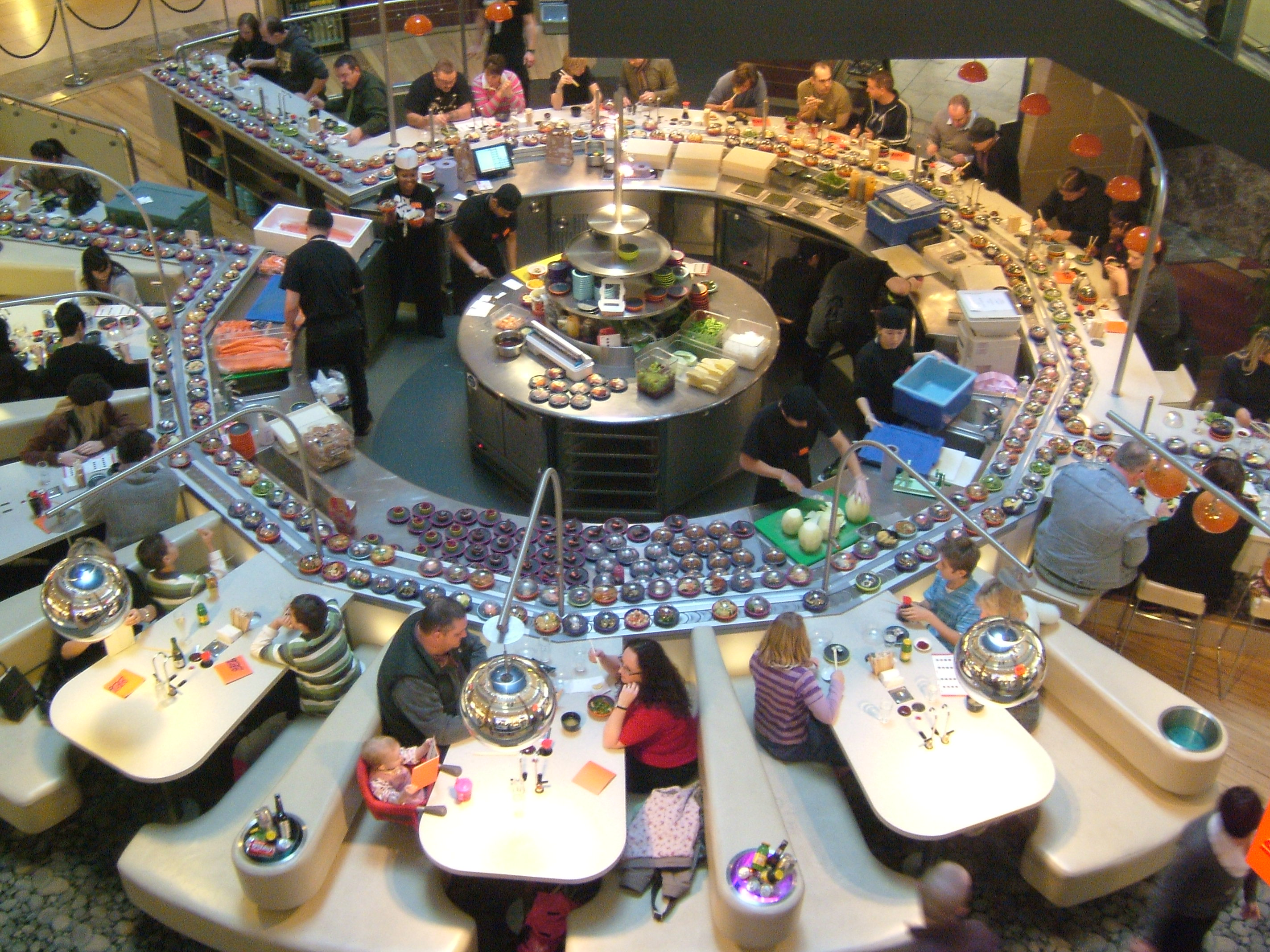
یک رستوران کایتن سوشی در انگلستان، سوشی بر روی یک تسمهٔ چرخان، دایره‌وار در حال گردش است.

سوشی‌یا رستوران یا مکانی است که سوشی در آن تهیه و به مشتری عرضه می‌شود. سوشی‌یا دارای گونه‌های گوناگونی است مانند: کایتن سوشیها (رستوران سوشی چرخان)، سوشی‌یای سفارشی که سوشی در آن تهیه شده و از آنجا به مکان سفارش دهنده حمل می‌شوند، رستوران‌های سطح بالای سوشی و دیگر گونه‌ها.
کایتن سوشی (سوشی چرخان) رستورانی است که گونه‌های سوشی بر روی ظروف کوچکی قرار داده شده و توسط تسمه‌ای چرخان، چرخانده می‌شود. مشتریان می‌توانند آزادانه این ظروف سوشی را انتخاب کرده و بردارند. ویژگی این گونه رستوران ارزان بودن، سریع بودن دمای سرویس و راحتی و بی‌تکلفی مشتریان است. نخستین رستوران به این سبک نخستین بار در سال ۱۹۵۸ میلادی در اوزاکا افتتاح شد. اکنون در ژاپن در حدود ۶۰۰۰ رستوران کایتن‌سوشی وجود دارد.
سوشی بار نامی است که رستوران‌های سوشی در کشورهای انگلیسی زبان به آن خوانده می‌شوند.
در میان گونه‌های گوناگون سوشی، نیگیری‌زوشی گونه‌ای است که مهارت آشپز در کیفیت آن نقش اساسی‌تری دارد. برای نهادن نتا یا مواد بر روی برنج سوشی، قرار دادن واسابی (ترب کوهی ژاپنی)، در مابین آن‌ها و چرخاندن آن در دست، مهارت و فن بسیاری لازم است. از قدیم گفته می‌شد که «پختن برنج ۳ سال، دست گرفتن سوشی ۸ سال» این ضرب‌المثل به‌طورکلی بیانگر اینست که برای تبدیل شدن به یک آشپز سوشی ماهر و درجه یک، حدود ۱۰ سال یادگیری و تجربه نیاز است. از سال ۱۹۵۸ میلادی نظام یادگیری تجربی آشپزی از میان رفت و متقاضیان شغل آشپزی پس از گذراندن امتحان دارای مدرک رسمی آشپزی شدند؛ هر چند اکنون نیز اشتغال به این حرفه برای کسانی که دارای مدرک نیستند، جرم محسوب نمی‌شود. برای یادگیری فن سوشی خواندن، دیدن، و شنیدن کافی نیست و مانند مراسم چای ژاپنی و هنر گل‌آرایی ژاپنی رسیدن به استادی در فن با کارآموزی و تمرین عملی حاصل می‌شود.

## تغذیه
برنج، ماهی و فراورده‌های سویا سه مادهٔ اصلی تغذیه ژاپنی‌ها را تشکیل می‌دهند. این سه ماده به علاوهٔ سبزیجات و چاشنی‌های دیگر مواد تشکیل دهندهٔ اصلی سوشی هستند. ماهی‌ها به‌طور طبیعی کم کالری، کم چربی دارای پروتئین بالا و منبعی برای تأمین ویتامین ب۱۲ و ید هستند. خرچنگها و صدف‌های خوراکی اکثراً کلسترول کمی دارند. ماهی تن (ماگورو) و ماهی آزاد (سالمون) دارای سطوح نسبتاً بالایی از اسید چرب امگا ۳ هستند که برای جلوگیری از بیماری‌های قلبی مفید است. برنج منبع مهمی برای پروتئین و کربوهیدرات است.
سرکه خاصیت ضدباکتریایی دارد و همچنین در هضم غذا مؤثر است. جلبک نوری‌ای که در سوشی استفاده می‌شود، از نظر داشتن پروتئین و مواد معدنی (بخصوص ید)، رتینول (ویتامین آ)، تیامین (ب۱) و نیاسین (ب۳) غنی است. واسابی و زنجبیل هر دو دارای خاصیت ضدباکتری هستند و به هضم غذا کمک می‌کنند. واسابی از نظر داشتن پتاسیم و ویتامین ث غنی است. سبزیجات نیز سرشار از کربوهیدرات، مواد معدنی و ویتامین‌ها هستند. وجود همه این خواص باعث شده است که سوشی به‌عنوان یک گونه غذای بسیار سالم در نظر گرفته شود.

## بهداشت
خوردن ماهی خام ممکن است سبب انتقال انگل شود که اغلب کرم‌های نواری، نماتدها و ترماتدها هستند. برخی از این ترماتدها انگل رودهای‌اند اما بقیه ششی‌اند که می‌توانند آسیب‌های جدی‌تری را سبب شوند. البته سرایت انگل از ماهی‌های دریایی به‌ندرت رخ داده است.
بنابر توصیهٔ اداره مواد غذائی و داروئی ایالات متحده آمریکا (FDA)، برخی از گونه‌های ماهی می‌توانند حاوی انگل باشند، با انجماد ماهی هر گونه انگلی که ممکن است درون ماهی باشد، از میان می‌رود. با این حال انجماد، همه میکروارگانیسمهای زیان‌بار را میان نمی‌برد، به همین دلیل امن‌ترین راه مصرف غذاهای دریایی، پخت کامل آن‌ها توصیه شده است. همچنین توصیه شده است که برخی از افراد که دارای آسیب‌پذیری بیشتری نسبت به مواد غذایی هستند، از قبیل: زنان باردار، خردسالان، پیران، اشخاص دارای نقص دستگاه ایمنی یا اسیدیتهٔ پایین معده، از خوردن ماهی خام پرهیز کنند.
همچنین برای نابود کردن انگل ماهی در اثر انجماد سه راه توصیه شده است:
- منجمد کردن ماهی در دمای منفی ۲۰ درجه یا کمتر به مدت ۷ روز.
- منجمد کردن ماهی در دمای منفی ۳۵ درجه یا کمتر به مدت ۱۵ ساعت.
- منجمد کردن در دمای منفی ۳۵ درجه و نگهداری در دمای منفی ۲۰ درجه به مدت ۲۴ ساعت. لازم به توجه است که شرایط انجماد ذکر شده برای از میان بردن انگل ماهیان بزرگ و با ضخامت بیش از ۱۵ سانتیمتر مناسب نیست.[۶۴]

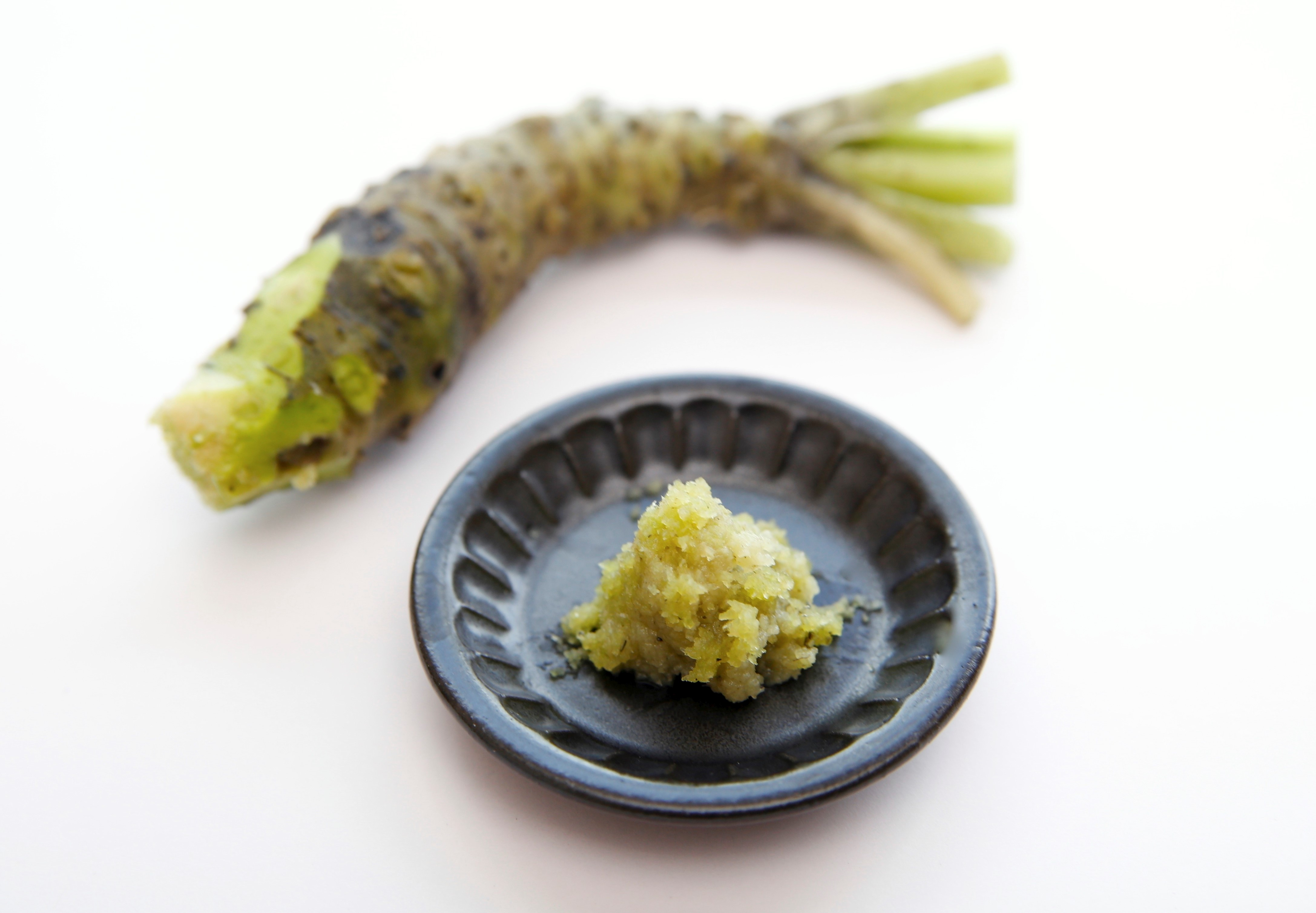
واسابی یا ترب کوهی ژاپنی

بهترین روش برای برای ضدعفونی مواد غذایی پختن مواد غذایی است اما این روش در سوشی به‌کار برده نمی‌شود. به‌طور سنتی برای ضدعفونی این گونه غذا از واسابی استفاده می‌شود. واسابی یکی از مواد ضروری برای درست کردن نیگیری‌زوشی یا سوشی دست‌ساز است. این ماده علاوه بر خاصیت باکتریوسیدی‌ای که دارد بوی بد ماهی خام را نیز از میان می‌برد. واسابی بر روی برنج سوشی قرار گرفته و سپس نتا یا ماهی خام مانند یک در روی آن را می‌پوشاند. این طرز قرار گرفتن برای حفظ بهتر واسابی و پایین آوردن امکان جدا شدن آن از سوشی است.
علاوه بر واسابی، در هنگام صرف سوشی چای سبز و ترشی گاری (یک گونه ترشی زنجبیل) نیز ضروری است. چای سبز حاوی ماده‌ای به نام کاتچین (گونه‌ای آنتی‌اکسیدان) است. کاتچین قادر است فعالیت باکتری‌هایی که باعث مسمومیت غذایی می‌شوند، را مسدود کند. زنجبیلِ درون ترشی گاری هم خاصیت از میان بردن بوی ناخوشایند ماهی خام و هم خاصیت ضدعفونی‌کنندگی دارد. تا به حال گزارشی از مسمومیت غذایی در سوشی‌یا یا محل ارائهٔ سوشی در ژاپن منتشر نشده است و این به علت حکمت و دانش بهداشتی است که در طول زمانی طولانی پدید آمده است.

## واژه‌نامه
برخی از واژه‌ها و اصطلاح‌هایی که در فرهنگ صنعت سوشی و در محل‌های تهیه و محل‌های عرضه به مشتریان بکار برده می‌شوند.
- آگاری: به چای سبزی گفته می‌شود.
- گاری: یک گونه ترشی است. به برش‌های نازک زنجبیل گفته می‌شود که در داخل سرکه خوابانده شده است.
- گیوکو: تخم مرغ شیرین املتی (تاماگویاکی) که به صورت مستطیل شکل داده شده است.
- موراساکی: منظور از آن سس سویا است. به معنی بنفش است. علت نامگذاری اینست در زمان‌های قدیم سس سویا یا شویو به رنگ بنفش بوده است.
- نتا: ماده غذایی است که بر روی برنج یا در داخل رول برنج قرار می‌گیرد.
- تورو: به بخش پرچرب ماهی گفته می‌شود.
- سابی: مختصر شدهٔ واسابی است.
- شاری: برنج با طعم سرکه، مخصوص تهیه سوشی است. منشأ آن احتمالاً از زبان سانسکریت است که در آن برنج زالی (शालि) یا ساریرا تلفظ می‌شود.
- تسوما: دایکونی (ترب بزرگ ژاپنی) است که به صورت رشته‌های نازک برش داده می‌شود و معمولاً در زیر ساشیمی یا ماهی خام قرار می‌گیرد.[۶۶][۶۷]
- آبوری سوشی: یک گونه سوشی است که مواد پس از قرار گرفتن بر روی برنج سوشی تا حدی توسط چراغ گازهای کوچک دستی پخته می‌شوند به‌طوری‌که مواد ممکن است بخشی پخته و بخشی به صورت خام باقی بمانند.[۶۶]

## وسایل

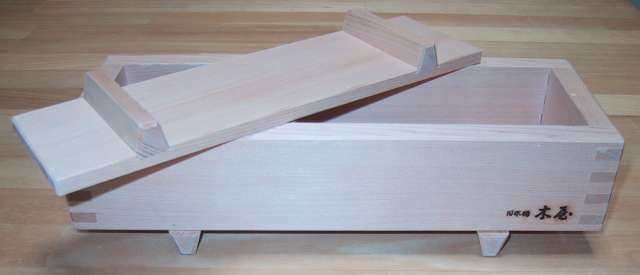
قالب چوبی برای درست کردن سوشی فشاری به نام اوشی‌زوشی هاکو

| وسایل               | توضیح                                                                                         |
| ------------------- | --------------------------------------------------------------------------------------------- |
| هانگیری             | ظرف مخصوص چوبی که هنگام سرکه زدن به برنج به کار می‌رود. چوب باعث جذب سریع آب اضافی برنج می‌شود. |
| شاموجی              | کفگیر چوبی برنج                                                                               |
| بادبزن              | برای خنک کردن سریع برنج سوشی                                                                  |
| ماکی‌یاکی نابه       | ماهیتابه مخصوص برای تهیه رول تخم‌مرغ یا تاماگویاکی                                             |
| اوشی‌زوشی هاکو       | قالب مخصوص برای تهیه اوشی‌زوشی یا سوشی فشاری                                                   |
| ماکی‌سو یا حصیر سوشی | از جنس حصیر است برای پیچاندن سوشی و به شکل رول درآوردن آن به کار می‌رود.                       |